# Joaquín de Haro
Joaquín de Haro fue un guionista y editor de historietas español (Viladecans,-Caracas, 1973), pionero de la edición independiente y las agencias de cómic de su país. En torno a su figura, se agrupó una de las cuatro escuelas estilísticas del cuaderno de aventuras local, la más fascinada por el cómic estadounidense en cuanto símbolo de la modernidad gráfica.

## Biografía
Joaquín de Haro fundó su primera editorial, Ediciones De Haro en 1946, teniendo que cerrarla sólo seis años después por sus escasas ventas.
Inasequible al desaliento, lanzó con su cuñado Luis Poch otra editorial, Harpo, luego rebautizada como Hércules, que también fue un fracaso.
Marchó finalmente a Hispanoamérica, no sin dar antes pie a la creación de la primera agencia de cómic de España, Selecciones Editoriales.

## Obra
| Años | Título                             | Guionista        | Tipo   | Publicación                                    |
| ---- | ---------------------------------- | ---------------- | ------ | ---------------------------------------------- |
| 1946 | El Fantasma                        | Poch             | Serial | Bruguera: Viajes y Aventuras, Serie Fantástica |
| 1947 | El Rayo Fantasma                   | Poch             | Serial | Hércules                                       |
| 1947 | El Lince                           | Poch             | Serial | Harpo                                          |
| 1947 | Ray London, el Rey de los Comandos | Poch             | Serial | Harpo: Capitanes Intrépidos                    |
| 1948 | El Duende                          | Antonio Parras   | Serie  | El Globo                                       |
| 1948 | Aventuras de Globito               | Alberto Geniés   | Serie  | Aventurs de Globito                            |
| 1948 | La Dama Errante                    | Antonio Parras   | Serie  | KKO                                            |
| 1948 | El Capitán Cobra                   | Salvador Mestres | Serial | Hércules                                       |
| 1948 | Diablo Negro                       | Salvador Mestres | Serial | Hércules                                       |
| 1949 | King Caribe                        | Salvador Mestres | Serial | Hércules                                       |